# Mühldorf bei Feldbach
Mühldorf bei Feldbach è una frazione di 3 125 abitanti del comune austriaco di Feldbach, nel distretto di Südoststeiermark, in Stiria. Già comune autonomo, il 1º gennaio 2015 è stato aggregato a Feldbach assieme agli altri comuni soppressi di Auersbach, Gniebing-Weißenbach, Gossendorf, Leitersdorf im Raabtal e Raabau.

## Storia
Durante la Prima Guerra Mondiale, nel territorio di Mühldorf era stato edificato un distaccamento del Campo di concentramento di Feldbach. Tuttora sono visibili alcuni resti del campo nel monte Steinberg.